# Amfitheater van Nijmegen
Het Amfitheater van Nijmegen was in de oudheid een amfitheater bij Legio X Gemina, het Romeinse legerkamp dat was gevestigd aan het Valkhof in het huidige Nijmegen. Het is voor zover bekend het enige Romeinse amfitheater dat op het grondgebied van het huidige Nederland stond.

## Geschiedenis
Het amfitheater werd aan het begin van de tweede eeuw gebouwd buiten het terrein van de grote legioenvestiging van Ulpia Noviomagus Batavorum. Het werd gebouwd voor de Romeinse legionairs, maar vermoedelijk bezocht ook de inheemse bevolking de voorstellingen. Er werden gladiatorenvoorstellingen gehouden en mogelijk ook gevechten met wilde dieren, al is daar geen archeologisch bewijs voor gevonden.
Het amfitheater was ovaalvormig en had afmetingen van 94 bij 82 meter. De arena mat 58 bij 46 meter. Hier omheen stond een tufstenen muur. De tribunes waren gemaakt van hout en rusten op een aarden wal, die was verstevigd met plaggen. De buitenmuur was weer van steen. Er konden vermoedelijk zo'n 12.000 toeschouwers op de tribunes plaatsnemen. Het theater is zeker tot in de 3e eeuw in gebruik geweest.

## Vondsten
De restanten van het theater zijn in Nijmegen-Oost teruggevonden. In enkele straten waaronder de funderingen zich nog bevinden zijn de contouren van het amfitheater tegenwoordig aangegeven in de bestrating.

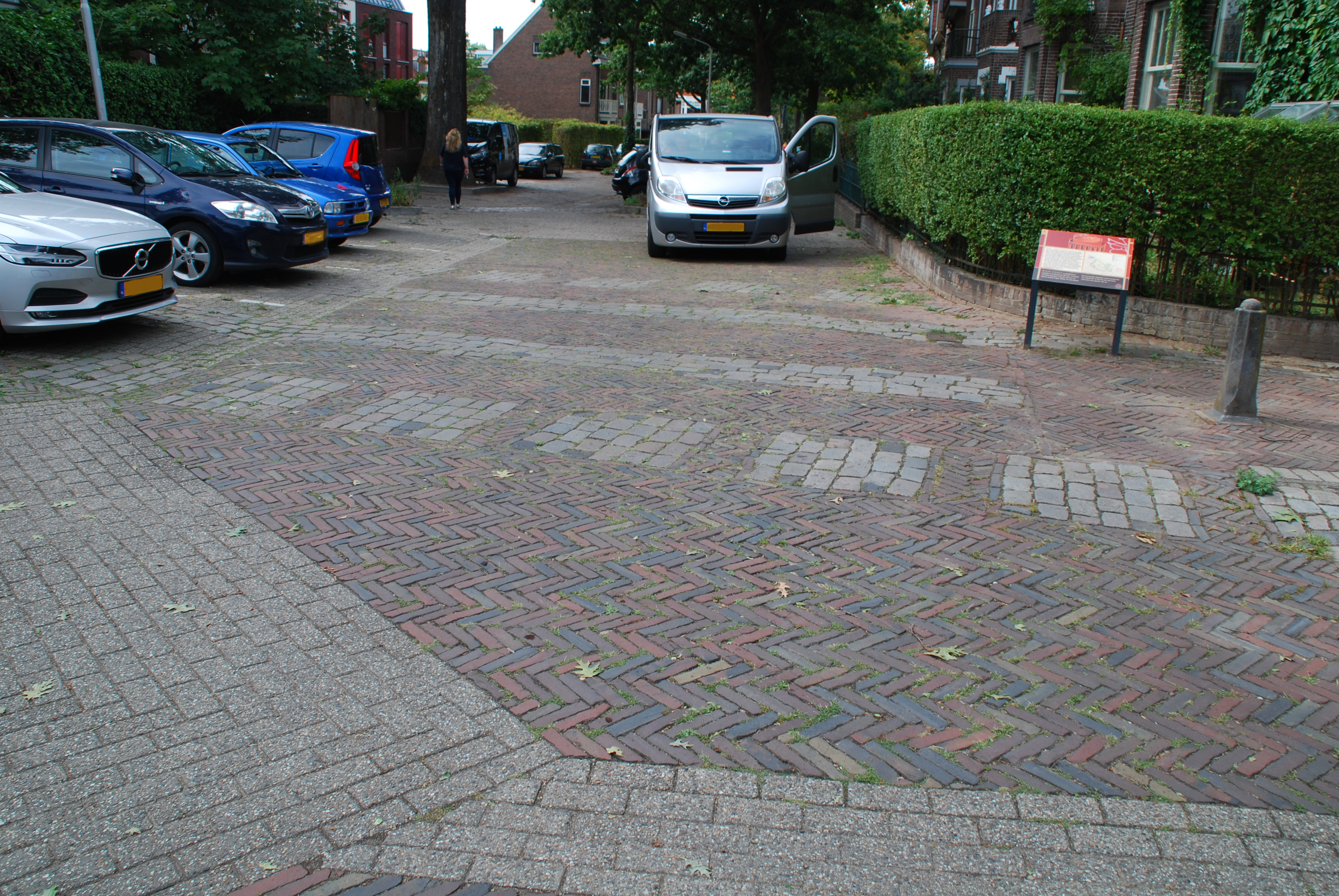
Contouren van het amfitheater bij het informatiebord in de Rembrandtstraat